# Swords and Serpents
Swords and Serpents è un videogioco di ruolo del 1990 sviluppato da Interplay e pubblicato da Acclaim Entertainment per Nintendo Entertainment System. La copertina del gioco è realizzata da Boris Vallejo.

## Modalità di gioco

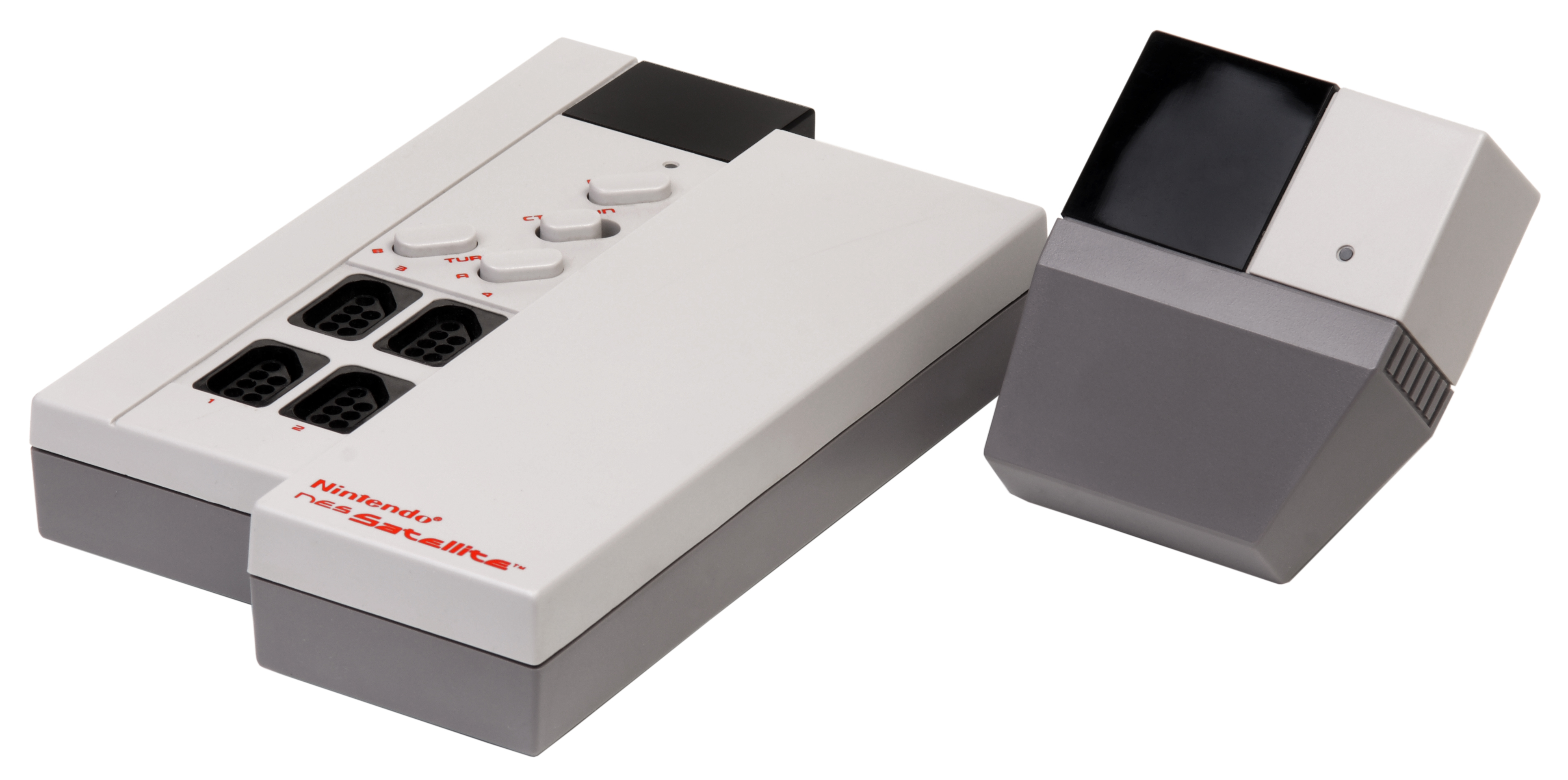
Swords and Serpents è compatibile con NES Satellite

RPG in prima persona a tema fantasy, Swords and Serpents permette di controllare quattro personaggi appartenenti a tre differenti classi.